# Alexandra Bokyun Chun
Alexandra Bokyun Chun est une actrice sud-coréenne née le 11 février 1967.

## Filmographie

### Cinéma
- 1995 : Korean National Flower : la fille du Dr Lee Hui So
- 1996 : Color of a Brisk and Leaping Day : Angela
- 1997 : Strategic Command : Amie
- 1997 : Cold Night Into Dawn : Shen
- 1998 : Where's Marlowe? : Détective Hsu
- 2001 : Ali : la cosmétologue asiatique
- 2002 : A Ribbon of Dreams : June Wong
- 2004 : Saw : Carla
- 2013 : Innocent Blood : Susan Park

### Télévision
- 1992 : Another World : Lily Tran
- 1995 : Melrose Place : Lin (1 épisode)
- 1995 : Seinfeld : Lotus (1 épisode)
- 1995 : Dingue de toi : Cassandra (1 épisode)
- 1995 : Space 2063 : Yuko Kayaguest (1 épisode)
- 1996 : Chicago Hope : La Vie à tout prix : Dr Beth Bowers (2 épisodes)
- 1997 : Viper : Lai (1 épisode)
- 1997 : Mitch Buchannon : une asiatique (1 épisode)
- 1997 : Total Security : Kimiko Shuhara (1 épisode)
- 1998 : Mike Hammer : Tracy Potter (1 épisode)
- 1999 : Jack and Jill : une vendeuse (1 épisode)
- 2001 : Philly : Linda Tran (1 épisode)
- 2002 : Deuxième Chance : Christine Kim (1 épisode)
- 2003 : Hôpital San Francisco (1 épisode)
- 2004 : LAX : Kim (1 épisode)
- 2004 : Dr House : Kim Chen (1 épisode)
- 2006 : Ghost Whisperer : Lilly Chen (1 épisode)
- 2008 : Les Feux de l'amour : Kyon (4 épisodes)
- 2011 : The Event : Dr Lu (5 épisodes)
- 2012 : Shameless (1 épisode)
- 2012 : Jane by Design : Miyoko Sato (1 épisode)
- 2013 : Monday Mornings : Mme Park (1 épisode)
- 2015-2016 : Des jours et des vies : Dr Oakes (3 épisodes)
- 2016 : Marvel : Les Agents du SHIELD : Xiao Chen (1 épisode)
- 2016 : Castle : Mlle Cross (1 épisode)